# SC Potsdam
Der SC Potsdam e. V. ist der größte Sportverein in Potsdam und im Land Brandenburg. In seinen neun Abteilungen sind (Stand: 2022) mehr als 4000 Mitglieder aktiv. Schwerpunkt des SC Potsdam ist der Breitensport. Diese zugleich größte Sparte zählt 2050 Aktive, die in 100 Sportgruppen trainieren.
Etabliert ist der SC Potsdam auch im Spitzensport. Hier gab und gibt es bedeutende Erfolge u. a. in der Ersten Volleyball-Bundesliga der Frauen, in der Leichtathletik und beim Bobsport. Daneben engagiert sich der SC Potsdam auch im sozialen Bereich. Mit seinen Clubs „Junior“ und „OffLine“ betreibt der Verein in Potsdam zwei Treffpunkte für Kinder und Jugendliche.

## Volleyball
Der SC Potsdam hat je eine Damenmannschaft in der Bundesliga und in der Regionalliga. In der Eliteliga spielen die Potsdamerinnen seit dem Aufstieg 2009 ununterbrochen und sind dort fest etabliert. Spielstätte bis Dezember 2011 war die Sporthalle in der Heinrich-Mann-Allee. Seit Januar 2012 werden die Heimspiele in der MBS Arena Potsdam am Luftschiffhafen ausgetragen. Die moderne, 2012 fertiggestellte Halle bietet Platz für 2.000 Zuschauer.
Die in der Regionalliga spielende zweite Mannschaft des SC Potsdam ist die Nachwuchsmannschaft. Sie ist auch das Scharnier zwischen der Jugendabteilung und der Bundesligamannschaft. Damit hat der SC Potsdam eine lückenlose Ausbildungskette und kann seine Talente selbst direkt an das Bundesliganiveau heranführen.

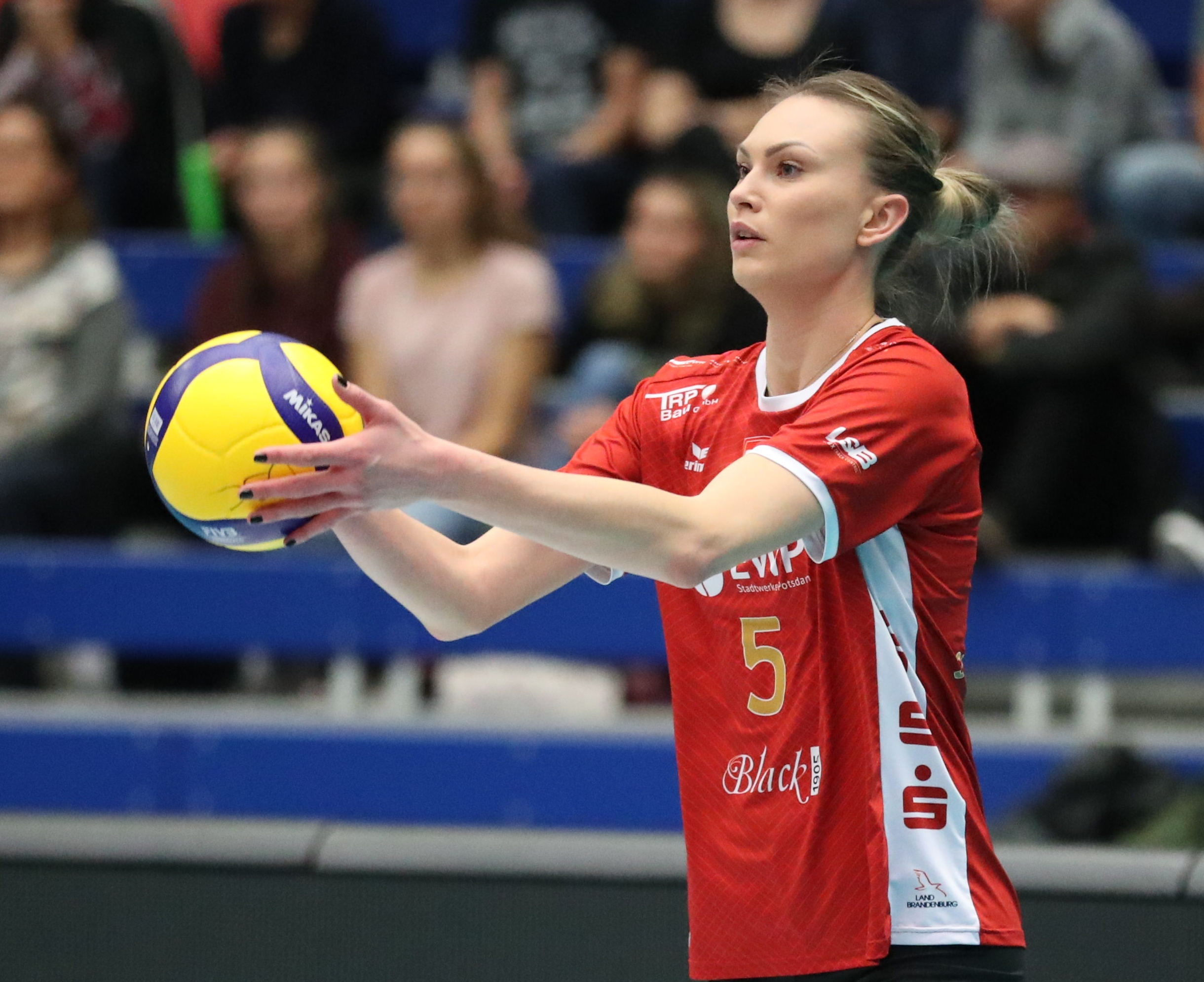
Volleyballspielerin des SC Potsdam, 2021

## Bobsport
Der SC Potsdam hat zahlreiche Bobsportler von internationaler Klasse hervorgebracht. Eine eigene Abteilung besteht bei dem Verein seit dem Jahr 2000. Zunächst stand die athletische Ausbildung von Anschiebern auf einer eigenen Bobanschubbahn im Luftschiffhafen im Mittelpunkt. Einer von ihnen war der Olympiasieger von 2002 im Viererbob, Carsten Embach. Der erfolgreichste Wintersportler des Landes Brandenburg ist der mehrfache Olympiasieger, Welt- und Europameister Kevin Kuske, der zuvor Leichtathlet beim SC Potsdam war. Zum Bob-Team gehören auch die Weltmeister von 2011 im Vierer-Bob, Manuel Machata (Pilot) sowie Christian Poser und Christian Schmacht. In der zurückliegenden Saison 2012/2013 kam Machata in der Weltcup-Gesamtwertung sowohl im Zweierbob als auch im Vierer auf den dritten Platz. Im Hinblick auf die Olympischen Winterspiele 2014 will sich das Potsdamer Team unter den drei besten deutschen Bob-Mannschaften behaupten.
Der Anschiebernachwuchs konnte bisher mit Titeln und Medaillen bei Juniorenweltmeisterschaften überzeugen, darunter Gino Gerhardi, Peter und Rene Tifert, Sascha Schelter, Stephanie Schneider und Tino Paasche. Mit Petra Lammert begann eine ehemalige Leichtathletin das Training als Anschieberin und konnte bereits 2012 Vizeweltmeisterin werden.
Mit der „Potsdamer Anschieberschule“ wurde für Athleten aus unterschiedlichen Sportarten ein wichtiger Stützpunkt geschaffen. Trainer sind Jörg Weber (Trainer des Olympiastützpunktes Bob) und der Potsdamer Heinz Rieger. Der SC Potsdam trainiert auf der Anschubbahn und in den Anlagen im Sportpark Luftschiffhafen. Daneben gibt es eine gute und enge Zusammenarbeit mit der BSR Oberhof, auf dessen Anlage das Bahntraining absolviert wird.

## Leichtathletik
Von Beginn an spielte die Leichtathletik beim SC Potsdam eine bedeutende Rolle. Mit über 700 Sportlern ist sie eine wichtige Abteilung im Verein. Nach dem Zusammenschluss mit der LG Potsdam (zuvor OSC Potsdam-Luftschiffhafen e. V.) im Jahre 1999 gab es eine deutliche Leistungssteigerung, seitdem sind Leichtathleten des SC Potsdam bei Olympischen Spielen, Welt- und Europameisterschaften vertreten.
Große Aufmerksamkeit wird dem Nachwuchsbereich gewidmet, der ebenfalls zu etlichen Erfolgen kam. Den Leichtathleten stehen das Potsdamer Stadion Luftschiffhafen und eine Halle mit einer 200-Meter-Laufbahn zur Verfügung. Dort befindet sich auch der Bundesstützpunkt.
Innerhalb des DLV nehmen die Potsdamer Leichtathleten eine Spitzenposition ein. So wurde die A-Jugendmannschaft 2010 Deutscher Meister im Zehnkampf. Das gelang 2011 und 2012 auch der weiblichen A-Jugend U16.
Der SC Potsdam hatte und hat zahlreiche auch international erfolgreiche Athleten in den eigenen Reihen: Thomas Schneider (400 m), bis Dezember 2011; Claudia Grunwald (400 m), Melanie Seeger (20 km Gehen); Antje Möldner-Schmidt (3000 m Hindernis), bis Dezember 2011; Christopher Linke (20 und 50 km Gehen) und Markus Münch (Diskuswurf).
Von den Halleneuropameisterschaften 2011 kehrte Thomas Schneider aus Paris mit der Silbermedaille über 400 Meter zurück. Im April/Mai 2011 erfüllten Melanie Seeger (20 km) sowie Christopher Linke (20 und 50 km Gehen) die WM-Normen. Thomas Schneider, Claudia Grunwald, Melanie Seeger und Christopher Linke wurden durch den DLV für die Weltmeisterschaften 2011 nominiert und nahmen dort teil. Christopher Linke (50 km Gehen) und Melanie Seeger (20 km Gehen) starteten bei den Olympischen Spielen 2012 in London.
Auch der Nachwuchs macht immer wieder auf sich aufmerksam: Sarah Mayer gewann 2011 den U23-Europameistertitel im Speerwurf, Hagen Pohle erkämpfte den EM-Titel U20 über 10.000 Meter im Bahngehen und Laura Henkel (U23) schaffte mit dem Speer Bronze.

## Breitensport
Die Abteilung Breitensport ist mit über 2.000 Mitgliedern die größte des Vereins. Ihre Angebote richten sich an Kinder, Jugendliche, Erwachsene und Senioren. Angeleitet und betreut werden sie von spezialisierten Trainern. Auch Kleinkinder ab 2,5 Jahre werden schon sportlich gefördert.

## Gesundheitssport
Um die Gesundheit zu unterstützen, gibt es u. a. Kurse für Aqua-Fitness, Aqua-Jogging, Schwimmen, Rückentraining, Nordic Walking, Gymnastik, Wassergymnastik, Yoga und Pilates.

## Behindertensport
Der Behindertensport hat eine zentrale Stellung im Verein. Etwa 500 Menschen mit Behinderungen nutzen beim SC Potsdam die Möglichkeit, sich gemeinsam mit anderen regelmäßig körperlich zu betätigen. Dabei werden sie fachgerecht angeleitet und medizinisch betreut. Die Abteilung Behindertensport ist Mitglied im Behinderten-Sportverband Brandenburg.
Die Goalballer wurden 2004 Deutscher Meister und der Leichtathlet Matthias Schmidt 2006 Deutscher Meister über 200 Meter der Sehbehinderten. Erstmals nahmen mit Martina Willing (LA/Diskus + Kugel), André Lehmann und Torben Schmidtke (Schwimmen) drei Athleten an den Paralympischen Sommerspielen 2012 in London teil. Hier gewann Schmidtke die Silbermedaille über 100 Meter Brust und Willing die Bronzemedaille im Diskuswurf. Mit der Kugel belegte sie den 4. Platz. Seit 2011 ist der Leistungsstützpunkt Schwimmen auch an der Sportschule Potsdam „Friedrich Ludwig Jahn“ vertreten.

## Verein
Sitz des SC Potsdam ist ein multifunktionales Vereinsgebäude im Wohngebiet Kirchsteigfeld, das der SC im Jahr 2011 bezog. Als Präsident steht an der Spitze des Sportvereins seit 2006 Torsten K. Bork.

### Sozialarbeit
Der Verein ist auch anerkannter Träger der freien Jugendhilfe. Als Betreiber des Jugendclubs „Off Line“ und des Kinderclubs „Junior“ übernimmt der SC Potsdam soziale Verantwortung.
Einzugsgebiete sind die Potsdamer Wohngebiete „Kirchsteigfeld“, „Drewitz“ und „Am Stern“. Diese gelten als soziale Brennpunkte der Stadt mit hoher Arbeitslosigkeit und hohem Anteil Alleinerziehender. Kinder- und Jugendclub richten sich mit ihren kostenlosen Angeboten vor allem an Kinder aus sozial schwachen Familien, um deren Chancengleichheit zu verbessern. Beide Einrichtungen haben viele Sport- und Aktivangebote. Sie ermöglichen dadurch eine durchgehende, mehrjährige pädagogische Betreuung vom Kindes- bis zum Jugendalter.
- Kinderclub „Junior“: offener Freizeittreff für Kinder im Alter von 6 bis 13 Jahren
- Jugendclub „Off Line“: Club für 12- bis 27-Jährige

## Geschichte

Logo des SC Potsdam in der DDR-Zeit

Der Sportclub Potsdam wurde am 1. Januar 1961 in der damaligen Bezirkshauptstadt gegründet. Mit dem Verein sollte die Leistungsfähigkeit des DDR-Sports mit Blick auf die Olympischen Spiele 1964 und 1968 weiterentwickelt werden. Schwerpunkte waren zunächst Fußball, Kanu und Leichtathletik. 1966 wurde die Sektion Fußball in die BSG Motor Babelsberg eingegliedert. Ende August 1969 wurde der Club aufgelöst, die Kadersportler trainierten zumeist beim ASK Vorwärts Potsdam weiter.

### 1990 – Gegenwart
Am 12. Dezember 1994 wurde der SC Potsdam als e. V. wiedergegründet. Innerhalb nur kurzer Zeit entwickelte sich der SC zu einem der bedeutendsten Mehrspartenvereine des Bundeslandes Brandenburg. Mit aktuell über 4.000 Mitgliedern in seinen neun Abteilungen ist er der zurzeit größte Sportverein Brandenburgs. Gegenwärtig werden ca. 30 Sportarten für alle Altersgruppen angeboten.